# 38-й Северокаролинский пехотный полк
38-й Северокаролинский пехотный полк (38th North Carolina Infantry Regiment) представлял собой один из пехотных полков армии Конфедерации во время Гражданской войны в США. Он участвовал во всех сражениях Северовирджинской армии и был задействован в «атаке Пикетта» под Геттисбергом.

## Формирование
38-й Северокаролинский полк был сформирован в лагере Кэмп-Магнум около Роли 17 января 1862 года. Его роты были набраны в округах Дуплин, Ядкин, Сэмпсон, Ричмонд, Катоба, Алегзандер, Рандолф, и Кливленд. Полковником был избран Уильям Хук, подполковником — Оливер Докери, Джордж Шарп — майором.

## Боевой путь
10 февраля 1862 года полк был включён в бригаду генерала Гатлина и был направлен в Голдсборо и Гамильтон, а 14 февраля был направлен в Гаррисберг. Затем его переправили в Кэмп-Флойд около Велдона, где полк потерял много людей больными. 22 февраля полк был включён в бригаду Джозефа Андерсона (Третью Бригаду Северокаролинской армии). 18 апреля полк был переформирован, но полковник Хук остался на своей должности. 24 апреля полк был направлен в Ричмонд и переведён в бригаду Макси Грегга. 12 мая полк участвовал в небольшой перестрелке у Гамильтон-Кроссинг (около Фредериксберга), которая так и не переросла в серьёзный бой. 14 июня полк был переведён в бригаду Уильяма Пендера, которая вошла в состав «Лёгкой дивизии Хилла».
Полк принял участие в Семидневной битве, где в сражении на Бивердем-Крик потерял 152 человека из 420. Полковник Хук был ранен и командование принял подполковник Армфилд. Через несколько дней полк сражался при Гэинс-Милл. Подполковник Армфилд выбыл из строя по болезни и его место занял майор Эндрюс. При Малверн-Хилл бригада Пендера не была задействована всерьез и полк почти не понёс потерь.
В начале августа полк был переброшен на север и 9 августа участвовал в сражении у Кедровой горы. К тому моменту майор Эндрюс также выбыл из строя по болезни и полком командовал капитан Эшфорд (21 августа он получил звание майора). Полк участвовал в ожесточённых боях в ходе Второго сражения при Булл-Ран, где был ранен капитан Эшфорд и командование принял капитан Маклохлин.
Позже полк участвовал в осаде Харперс-Ферри и в сражении при Энтитеме, но в последнем оказался в стороне от основных боев. Через несколько дней он сражался при Шепардстауне. К этому моменту в строй вернулся подполковник Армфилд и снова был тяжело ранен в этом бою.
В декабре полк успешно сражался под Фредериксбергом, после чего был отведён на зимовку. 27 декабря в полк вернулся полковник Хук.
В мае 1863 года полк участвовал в сражении при Чанселорсвилле, где дивизия Хилла была использована для флангового обхода позиций Потомакской армии. В том сражении был смертельно ранен генерал Джексон, а вскоре после рядовой роты «I» 38-го северокаролинского обнаружил его потерянные при ранении перчатки. В том сражении полк потерял 81 человека ранеными, 16 рядовых и 2 офицеров убитыми и 12 пропавшими без вести. После сражения генерал Пендер стал командиром дивизии, его место занял полковник Скейлз, но он был ранен, и его место командира бригады временно занял полковник Хук.
6 июня произошла небольшая перестрелка с федеральными частями, в которой участвовал 38-й Северокаролинский.
В ходе Геттисбергской кампании полк совершил марш в долину Шенандоа, затем в Камберлендскую долину и далее к Геттисбергу, где 1 июля принял участие в сражении при Геттисберге. Бригада Скейлса наступала на левом фланге дивизии, а 38-й северокаролинский — на левом фланге бригады. Им удалось взять штурмом Семинарский хребет, но в ходе атаки полк потерял около 100 человек. Были ранены полковник Хук, полковник Эшфорд, и многие другие офицеры полка. Командование полком принял капитан Торнберг (капитан роты «Н»).